# Чучугин, Дмитрий Георгиевич
Дмитрий Георгиевич Чучугин (болг. Димитър Георгиев Чучулев; 1869—1941) — болгарин, инженер-механик, начальник Архангельского судоремонтного завода, инженер-механик капитан 1 ранга Корпуса инженеров механиков флота.

## Биография
Чучугин Дмитрий Георгиевич (в некоторых источниках указано отчество — Егорович) родился 20 сентября 1869 года в городе Батак, Болгария. После гибели семьи в ходе антитурецкого национально-освободительного восстания 1876 года, Дмитрий был вывезен русским офицером в Санкт-Петербург. В России фамилия Чучулев была заменена на Чучугин. В некоторых источниках указано, что Чучугин родился в городе Рыльске, Курской губернии, вероятно данное место рождения было указано при оформлении новых документов Дмитрию, при смене фамилии.
19 сентября 1889 года унтер-офицер Д. Г. Чучугин окончил механическое отделение Техническое училище Морского ведомства в Кронштадте и произведён в младшие инженер-механики. Он был первым из болгар получивший высшее военно-морское инженерное образование в России.
В 1893 году окончил курс минного механика в Минном офицерском классе.
В 1893—1894 годах находился в заграничном плавании на крейсере I ранга «Генерал-Адмирал».
В 1895 году произведён в помощники старшего инженер-механика.
В 1896 году окончил механическое отделение Николаевской военно-морской академии.
В 1897—1898 годах — в заграничном плавании на крейсере I ранга «Светлана».
С 12 декабря 1898 года — младший отделенный начальник Морского инженерного училища, с 17 сентября 1901 по 24 мая 1904 года — старший отделенный начальник Морского Инженерного училища.
В 1904 году произведён в старшие инженер-механики. 24 мая 1904 года был зачислен в 15-й флотский экипаж и назначен старшим судовым механиком вспомогательного крейсера «Кубань» Второй Тихоокеанской эскадры, на котором участвовал в переходе из Кронштадта на Дальний Восток. В ходе русско-японской войны крейсер « Кубань» крейсировал на торговых путях Японии в Тихом океане и Жёлтом море, в боевых действиях участия не принимал.
В 1905 году Д. Г. Чучугин был переаттестован из старшего инженер-механика в подполковники Корпуса инженер-механиков флота.
С 1906 по 1907 годы служил старшим судовым механиком на эсминце «Слава».
20 апреля 1908 года был назначен флагманским инженер-механиком штаба начальника отряда судов, назначенных для плавания с воспитанниками Морского корпуса на кампанию.
С 1908 года проходил службу на Балтийском судостроительном и механическом заводе.
18 апреля 1910 года произведён в полковники Корпуса инженер-механиков флота, 28 марта 1913 года переименован в инженер-механики капитаны 1-го ранга.
Затем был направлен помощником главного инспектора Судоремонтного завода в Соломбале (Архангельск), с 1917 года был начальником мастерских на этом заводе, с 20 августа 1917 года — заведующий Судоремонтным заводом.
В 1920 году состоял под следствием. Был оправдан Морревтрибуналом.
17 апреля 1921 года прошёл обязательную регистрацию в г. Архангельске, как бывший офицер, не служивший в войсках Белой армии.
Умер 23 ноября 1941 года в блокадном Ленинграде, похоронен на Шуваловском кладбище.

## Награды
- Орден Святого Станислава 3 степени (06.12.1897)
- Орден Святого Станислава 2 степени (15.01.1907)
- Орден Святой Анны 2 степени (10.04.1911)
- Орден Святого Владимира 4 степени (06.04.1914)
- Орден Святого Владимира 3 степени (10.04.1916).
- Медаль «В память царствования императора Александра III» (1896) и другие.
- Знак Морской Академии (1896)

Иностранные
- Орден Святого Бенедикта Ависского (1898, Португалия).

## Семья
- Жена — Вера Ивановна (урождённая Полигнотова), родилась в 1874 году в Пулково, Царскосельский уезд, Санкт-Петербургская губерния.
- Дочь — Мария, родилась в 1897 году во Франции.
- Сын — Георгий, родился в 1898 году в Санкт-Петербурге, служил в белых войсках Северного фронта.
- Сын — Всеволод, родился в 1903 году в Кронштадте, Санкт-Петербургской губернии
- Дочь — Татьяна, родилась в 1908 году в Санкт-Петербурге
- Правнучка — Марина Юрьевна Шерстобитова [4]